# Cantone di Wassy
Il Cantone di Wassy è una divisione amministrativa dell'Arrondissement di Saint-Dizier.
A seguito della riforma approvata con decreto del 17 febbraio 2014, che ha avuto attuazione dopo le elezioni dipartimentali del 2015, è passato da 20 a 24 comuni.

## Composizione
I 20 comuni facenti parte prima della riforma del 2014 erano:
- Allichamps
- Attancourt
- Bailly-aux-Forges
- Brousseval
- Domblain
- Dommartin-le-Franc
- Doulevant-le-Petit
- Fays
- Louvemont
- Magneux
- Montreuil-sur-Blaise
- Morancourt
- Rachecourt-Suzémont
- Sommancourt
- Troisfontaines-la-Ville
- Valleret
- Vaux-sur-Blaise
- Ville-en-Blaisois
- Voillecomte
- Wassy

Dal 2015 i comuni appartenenti al cantone sono i seguenti 24:
- Attancourt
- Bailly-aux-Forges
- Brousseval
- Ceffonds
- Dommartin-le-Franc
- Doulevant-le-Petit
- Droyes
- Frampas
- Laneuville-à-Rémy
- Longeville-sur-la-Laines
- Louze
- Montier-en-Der
- Montreuil-sur-Blaise
- Morancourt
- Planrupt
- Puellemontier
- Rachecourt-Suzémont
- Robert-Magny
- Sommevoire
- Thilleux
- Vaux-sur-Blaise
- Ville-en-Blaisois
- Voillecomte
- Wassy